# Lascia ch'io pianga
| Imagine indisponibilă                                                                                  |  | Imagine indisponibilă |
| Stânga: Autograful lui Handel la 1711 și câteva măsuri din arie. Dreapta: partitura ariei datată 1876. |  |                       |

"Lascia ch'io pianga ", inițial " Lascia la spina, cogli la rosa ", este o arie de soprană în limba italiană a compozitorului George Frideric Handel, care a devenit o populară piesă de concerte. 

## Istorie
Melodia sa apare mai întâi în actul 3 al operei lui Handel din 1705, Almira, ca sarabandă;  spartitura poate fi văzută la pagina 81 din vol. 55  al lui Friedrich Chrysander. Handel a folosit apoi melodia pentru aria "Lascia la spina, cogli la rosa", ("Lăsă spinii, ia trandafirul"), pentru personajul Piacere din partea a 2-a al  oratorio din anul 1707, Il trionfo del Tempo e del Disinganno (care a fost mult mai târziu, în 1737, revizuit ca Il trionfo del Tempo e della Verità). 
La patru ani după aceea, în 1711, Handel a folosit din nou muzica, de această dată pentru opera din Londra, Rinaldo, și actul său 2, aria "Lascia ch'io pianga" sau "Lasă-mă să plâng", cântată de personajul Almirena. Rinaldo a fost un triumf, și  cu această lucrare aria este, în principal, asociată.   
Un spectacol durează aproximativ cinci minute. 
Aria a fost înregistrată de mulți artiști și este prezentată în mai multe filme, printre care și Farinelli;  All Things Fair de Bo Widerberg ;  LIE de Michael Cuesta, Antihristul  și Nymphomaniac, ambele de Lars von Trier . 

## Libret
Textul cardinalului Benedetto Pamphili, pentru versiunea 1707 a ariei este:

Lascia la spina, cogli la rosa;

tu vai cercando il tuo dolor.

Canuta brina per mano ascosa, 

giungerà quando nol crede il cuor.
Pasticcio-ul Giove din Argo din 1739 are, de asemenea, o arie "Lascia la spina", dar una mai scurtă, mai puțin cunoscută și pe o melodie diferită. 
Libretul pentru Rinaldo a fost scris de Giacomo Rossi dintr-un scenariu oferit de Aaron Hill. Almirena se adresează regelui Saracen al Ierusalimului, Argante, care o ține prizonieră și tocmai și-a dezvăluit pasiunea la prima vedere pentru ea.

| - Textul în italiană Lascia ch'io pianga mia cruda sorte, e che sospiri la libertà. Il duolo infranga queste ritorte, de' miei martiri sol per pietà. | - Textul în română Lasă să-mi plâng cruda soartă și să suspin după libertate Durerea să-nfrângă aceste lanțuri ale torturilor mele doar din milă. |